# Kalkovenstraat

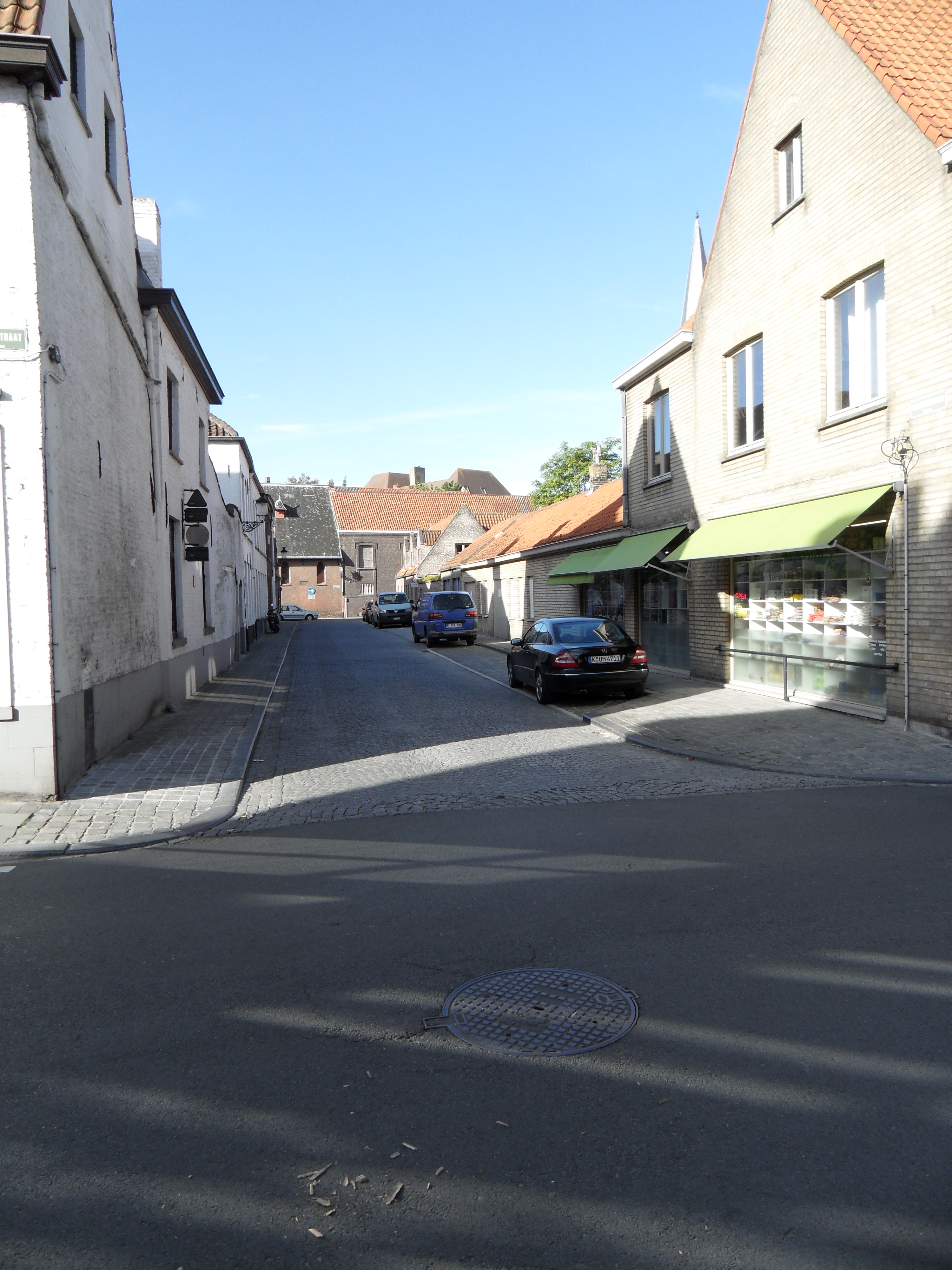
Kalkovenstraat, met in de achtergrond het kloostergebouw in de Schuttersstraat van de karmelitessen-theresianen

De Kalkovenstraat is een straat in Brugge.

## Beschrijving
Er stond een kalkoven in de Schuttersstraat, met een huis genaamd De Kalkoven. Op die plek kwam nadien de Latijnse school en later het klooster van karmelietessen.
In 1579 werd de naam (waarschijnlijk ook de activiteit) overgedragen op een huis, enkele meter verder gelegen, op de noordwesthoek van wat de Kalkovenstraat werd.
Op de zuidoosthoek van de straat stond de herberg De Kalkoven die het volhield tot aan de Eerste Wereldoorlog. Op de hoek met de Sint-Jorisstraat stond café In den kleinen kalkoven (1885), nadien De Kleine kalkoven (1887). Onder invloed van de klandizie van de soldaten in de kazerne van de Losschaertstraat wilde hij de naam wijzigen tot In het kamp van Beverlo (1891), maar daar kreeg hij om onbekende reden geen vergunning voor. Wel werd het toen, om al even onbekende reden, In den Oost-Indischen kolonist.
Het oorspronkelijk smalle straatje werd in 1967 verbreed, na het slopen van een huis op de hoek met de Sint-Jorisstraat.
De korte straat loopt van de Sint-Jorisstraat naar de Schuttersstraat.